# Gilbert Seynaeve
Gilbert Seynaeve (Gullegem, 26 september 1938 - De Panne, 18 mei 2008) was een Belgische bestuurder en politicus voor de CVP en diens opvolger de CD&V.

## Levensloop
Seynaeve werkte als personeelsdirecteur bij machinebouwer LVD. Zijn familie was reeds politiek actief. Zijn grootvader Constant Seynaeve was in 1926 al kandidaat geweest voor de gemeenteraad en zijn vader Oscar Seynaeve was een tijd schepen en daarna burgemeester in Gullegem.
Ook Gilbert Seynaeve ging in de gemeentepolitiek in Gullegem op vraag van het ACW en nam er in 1970 deel aan de verkiezingen. Hij raakte meteen verkozen en in 1971 volgde hij zijn vader op als burgemeester. In 1977 werd Gullegem een deelgemeente van Wevelgem. Seynaeve was zo de laatste burgemeester van Gullegem geweest. Na de fusie werd hij burgemeester van Wevelgem.
Bij de verkiezingen van 1982 haalde Gilbert Flamez, voormalig burgemeester van de andere Wevelgemse deelgemeente Moorsele, iets meer voorkeurstemmen dan Seynaeve, maar met de steun van het ACW werd Seynaeve burgemeester van de nieuwe fusiegemeente. Bij de verkiezingen van 1994 haalde de CVP geen absolute meerderheid en werd hij burgemeester in een coalitie met de SP. In 2000 haalde zijn partij opnieuw de absolute meerderheid en Seynaeve begon nog een legislatuur als burgemeester. Eind 2003, halverwege de bestuursperiode, gaf hij het burgemeesterschap door aan partijgenoot Jan Seynhaeve. Hij was ook gedurende 18 jaar provincieraadslid.
Zijn afscheidsplechtigheid vond plaats in de Sint-Amanduskerk te Gullegem.
In 2013 werd als eerbetoon de reus Berke Bierkaartje ontworpen door Wilfried Gheysen in opdracht van de Orde van de Vlaskapelle. De reus maakte zijn eerste rondgang in februari 2013 tijdens de Gullegemse carnavalstoet.